# 2017年7月

## 7月1日
- 新加坡將實施法律禁止外國人參與示威集會。[1]
- 香港回歸中國20周年，林鄭月娥成為新一任行政長官，中國共產黨中央委員會總書記習近平訪問香港，維多利亞港舉行了盛大的煙花匯演。

## 7月4日
- 朝鮮民主主義人民共和國對外宣佈成功試射火星-14型洲際彈道飛彈。[2]
- 中国国家发展和改革委员会网站显示，国家发改委、科技部、工信部、财政部等13个部门制定的《关于印发<加快推进天然气利用的意见>的通知》（发改能源〔2017〕1217号，发改委网站标注时间为2017年6月23日），推进京津冀等地“煤改气”[3]。

## 7月5日
- 强热带风暴南玛都吹袭日本，九州岛爆发洪水，造成7人死亡、20人失踪[4]。

## 7月6日
- 菲律宾莱特岛发生6.5级地震，至少两人死亡，东米沙鄢和保和省停电[5]。

## 7月7日
- 二十国集团领导人齐聚德国汉堡，参加二十国集团峰会。汉堡阿尔托纳区易北河大道（英语：Elbchaussee）有警察和反资本主义示威者发生冲突，造成160名警察受伤、70名示威者遭逮捕[6]。
- 联合国以122票赞成、1票弃权和1票反对通过《禁止核武器条约》，拥有核武器的国家和北约成员国抵制了条约会议和谈判[7]。
- 联合国教科文组织宣布，希伯伦老城、约旦河西岸地区始祖墓穴（英语：Cave of the Patriarchs）成为世界遗产[8]。

## 7月8日
- 二十國集團決定讓日本和沙烏地阿拉伯承辦2019年與2020年的二十國集團峰會[9][10]。

## 7月9日
- 西北英格兰湖区国家公园和伊朗亚兹德老城等被联合国教科文组织列入世界遗产[11]。

## 7月10日
- 伊拉克總理海德尔·阿巴迪正式宣佈政府軍已完全收復摩苏尔[12]。
- 美國海軍陸戰隊一架KC-130加油機在密西西比州墜毀，造成16人死亡[13]。

## 7月11日
- 恐怖组织伊斯兰国宣称其头目阿布·贝克尔·巴格达迪已经死亡[14]。

## 7月13日
- 被中国囚禁的2010年诺贝尔和平奖得主劉曉波因肝癌于沈阳市中国医科大学附属第一医院去世，終年61歲[15]。
- 第69届黄金时段艾美奖提名揭晓[16]。HBO电视剧《西部世界》和全国广播公司小品节目《周六夜现场》分别以22项提名领跑[17]。

## 7月14日
- 三名巴勒斯坦裔袭击者在耶路撒冷圣殿山外枪击警察，致三名以色列人受伤后被击毙[18]。
- 美国夏威夷州首府檀香山一高层公寓火灾，至少3人遇害，包括1名伤重者在内的2人送院，受困于公寓内的居民数目未知[19]。

## 7月15日
- 印尼将南中国海改名为“北纳土纳海”，引起中国的批评[20]。
- 西班牙网球选手加比涅·穆古鲁萨在2017年温布尔登网球公开赛女子单打决赛中以7-5、6-0战胜维纳斯·威廉姆斯，继2016年法国网球公开赛后赢得第二个大满贯冠军[21]。
- 澳門終審法院裁定前檢察院檢察長何超明逾千項罪名成立，判處單一刑期21年。

## 7月17日
- 印度舉行總統選舉。[22]

## 7月19日
- 連接日本東京都和埼玉縣的JR埼京線列車上發生非禮事件，一名20多歲女生在車廂中被4名素未謀面的男子明目張膽地猥褻侵犯，媒體報導非禮過程長達20多分鐘[23]。經警方循監視錄像鎖定目標，終在同年11月27日將4名疑涉案男子拘捕，他們涉嫌干犯強制猥褻罪[24]。

## 7月20日
- 印度人民党总统候选人拉姆·纳特·考文德于总统选举胜出，当选新一任总统，将于7月25日就任。[25]
- 美国执法官员说他们关闭了暗网市场AlphaBay（英语：AlphaBay）。此前AlphaBay是毒品、武器、冒名与失窃身分证件和其它非法物品交易的最大线上黑市。[26]

## 7月21日
- 毗邻希腊和土耳其的爱琴海发生里氏6.7级地震，2人死亡，520多人受伤[27]。
- 美国斯坦福大学教授张首晟及其团队在《科学杂志》上公布首次发现马约拉纳费米子确凿存在的证据。[28][29]

## 7月22日
- 2017年東帝汶議會選舉進行投票。[30]
- 美国职业高尔夫球员乔丹·斯皮思在绍斯波特举行的第146届英国高尔夫球公开赛上夺得个人第三个大满贯。[31]

## 7月24日
- 中國共產黨中央委員會宣布中央政治局委員、重慶市委前書記孙政才涉嫌严重违纪，決定由中共中央纪律检查委员会对其立案审查。[32]

## 7月25日
- 微軟公司預告會在秋季更新中停用歷史悠久、具品牌標誌性的傳統繪圖軟件画图。[33]
- 尼日利亞國家石油公司（英语：Nigerian National Petroleum Corporation）一支勘探隊在該國博尔诺州東北部遭到博科聖地武裝分子伏擊，超過50人喪生。[34]

## 7月28日
- 巴基斯坦总理纳瓦兹·谢里夫因涉贪腐案，被巴基斯坦终审法院裁定：因巴拿马文件被调查的表现不诚实而不再符合担任公职的资格。[35]
- 美国总统唐纳德·特朗普宣布国土安全部长约翰·F·凯利取代赖因斯·普里巴斯，担任白宫幕僚长[36][37][38]。
- 朝鲜在慈江道发射洲际弹道导弹，导弹飞行了约45分钟620英里的路程后，落入日本海[39]。
- 患有遗传病线粒体DNA排除综合症（英语：Mitochondrial DNA depletion syndrome）的英国婴儿查理·盖德（英语：Charlie Gard case）去世，年仅11个月[40]。
- 德国汉堡一家艾德卡（英语：Edeka）超市发生持刀杀人案，造成1人遇害，4人受伤。市长奥拉夫·萧尔玆（Olaf Scholz）表示事件属仇恨攻击，但据报袭击者行凶前曾大喊“真主万岁”[41]。

## 7月30日
- 中国人民解放军于上午九时在朱日和军事基地举行庆祝中国人民解放军建军90周年阅兵。[42]
- 2017年塞內加爾國會選舉（英语：Senegalese parliamentary election, 2017）進行投票。[43]
- 2017年委内瑞拉制宪大会选举進行投票。[44]

## 7月31日
- 美國宣佈對委內瑞拉總統尼古拉斯·马杜罗實施制裁。[45]